# Barycnemis frigida
Barycnemis frigida är en stekelart som beskrevs av Schwarz 2003. Barycnemis frigida ingår i släktet Barycnemis och familjen brokparasitsteklar. Inga underarter finns listade.